# كورنيل ويليام بروكس
كورنيل ويليام بروكس (بالإنجليزية: Cornell William Brooks)‏ هو محامي أمريكي، ولد في 1961 في إل باسو في الولايات المتحدة.